# Giovanni Benci
Giovanni Benci, anche noto come Giovanni di Amerigo di Simone de' Benci (Firenze, 29 settembre 1390 – 6 aprile 1455), è stato un politico e banchiere italiano ed uno dei principali collaboratori di Cosimo de' Medici, detto "il Vecchio", ricoprendo per lui vari ruoli direttivi nelle filiali e compagnie associate della famiglia Medici.

## Biografia

### Nascita e inizi lavorativi
Giovanni Benci nacque nel 1390 a Firenze, capitale della Repubblica di Firenze, da Amerigo di Simone Benci in una famiglia della piccola borghesia locale, i Benci.
Come di consuetudine, alla giovane età di quattordici anni venne posto al servizio di Giovanni di Bicci de' Medici. Inizialmente lavorò come giovane di bottega nella neonata filiale medicea di Roma (1409), poi passò ad occuparsi della contabilità a partita doppia della stessa filiale romana (ante 1420); infatti, già precocemente, il Benci aveva dimostrato una eccezionale attitudine per gli affari.

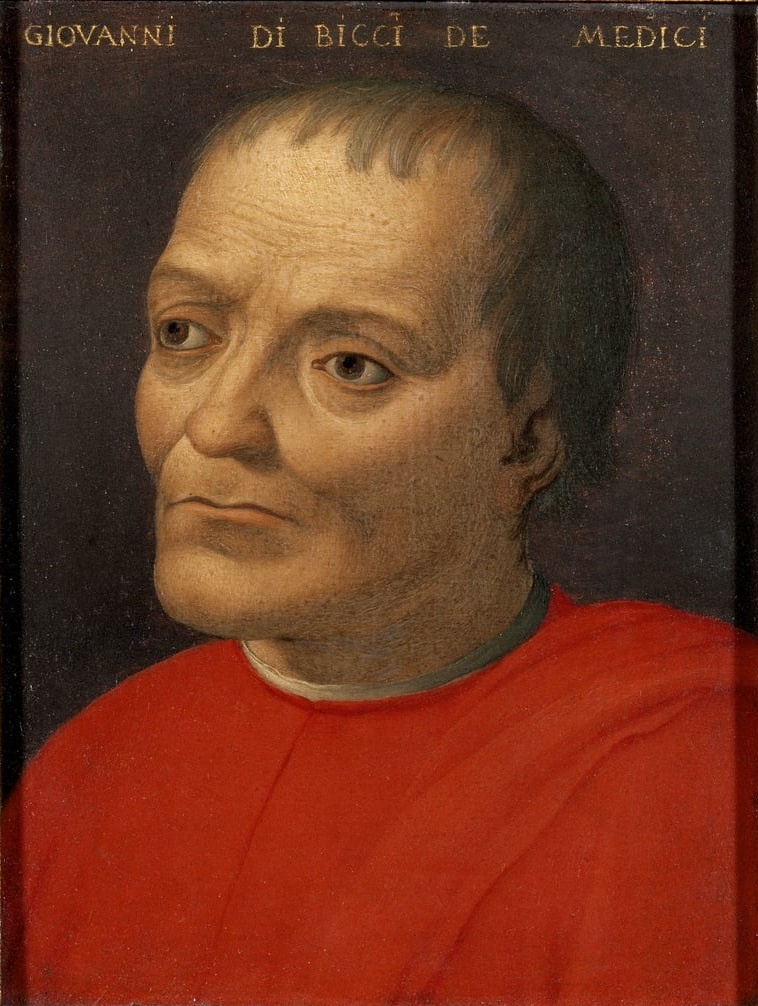
Ritratto di Giovanni di Bicci de' Medici, bottega del Bronzino (Galleria degli Uffizi)

### La Svizzera e l'ascesa lavorativa
L'abilità e l'esperienza diedero ben presto i loro frutti e il Benci fece rapidamente carriera. Infatti, già dal 1424 venne scelto dai Medici per andare in Svizzera e costruire le basi di quella che, due anni dopo, divenne la nuova filiale medicea a Ginevra. Già dalla fondazione nel 1426, la direzione della filiale ginevrina venne subito affidata al Benci, insieme a Michele di Ferro, e in questo periodo otteneva un salario annuo per la notevole somma di 115 fiorini. L'abilità del Benci fece la florida fortuna della filiale ginevrina e nel 1429 ne rimase unico direttore.
Sempre nel 1429 era venuto a mancare l'anziano Giovanni di Bicci e, ad ereditare la fortuna paterna e a sostituirlo nel ruolo di capofamiglia, ci fu il figlio primogenito Cosimo de' Medici (sebbene Giovanni, già dal 1420, si era ritirato dall'effettiva direzione del Banco Medici e aveva lasciato la gestione in mano ai figli Cosimo e Lorenzo).
A seguito dell'inizio del Concilio di Basilea nel 1431, il Benci svolse un ruolo chiave per assicurare alla città i servizi finanziari indispensabili. Questa esperienza aprì all'idea di creare una nuova succursale nella stessa Basilea e l'incarico venne affidato sempre al Benci. La succursale basilese divenne di notevole rilevanza per il fatto che i Medici divennero i banchieri del Papa già agli inizi del XV secolo.

### Il ritorno a Firenze e il vero successo

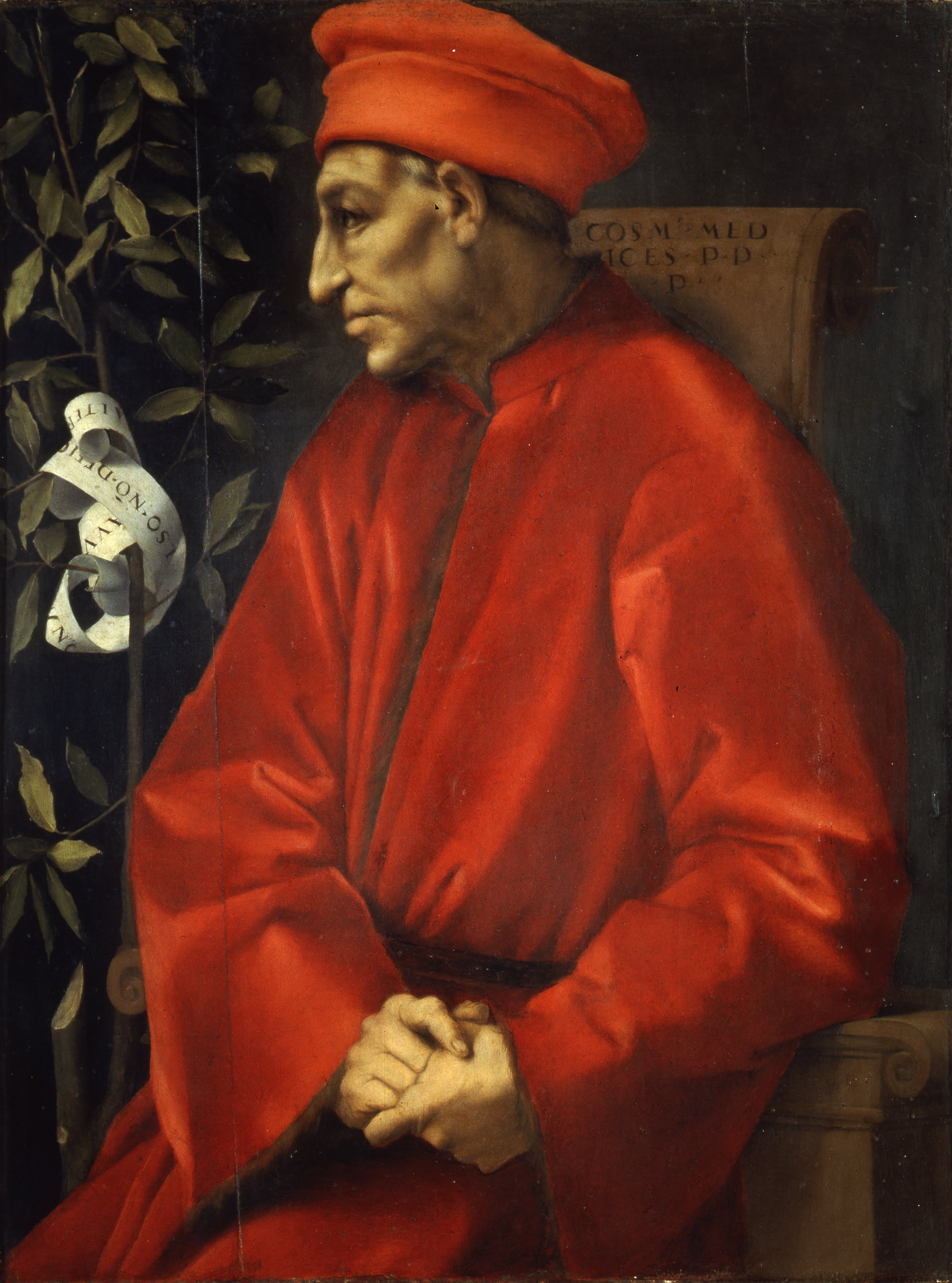
Ritratto di Cosimo il Vecchio, opera del Pontormo (Galleria degli Uffizi)

Nel frattempo avvenne la prima cacciata dei Medici da Firenze (1433) e il successivo rientro in patria dall'esilio, nell'ottobre del 1434. Il rientro di Cosimo in città fu un trionfo e si affermò, de facto, come il signore di Firenze.
In questo periodo, Cosimo dovette anche riorganizzare i suoi affari, tenendo conto del suo ormai centrale e preponderante ruolo politico. A seguito della sua cacciata, s'era indobolita la fiducia verso i Bardi e, perciò, venne allontanato Lippaccio di Benedetto di Lippaccio de' Bardi dal suo ruolo di direttore generale della compagnia Medici; ad occuppare la posizione, ora vacante, fu proprio Giovanni Benci. Non solo, il Benci divenne anche socio della compagnia generale insieme ad Antonio di Francesco Salutati da Pescia, già direttore della filiale romana, che lo affiancò anche nel ruolo direttivo.
Divenuto socio e contribuendo al capitale sociale dell'attività, il Benci fece la sua fortuna, che accrebbe in modo esponenziale, grazie anche all'affidamento di nuovi incarichi di rilievo.
L'evidente fiducia nutrita da Cosimo verso Giovanni è riscontrabile dal fatto che, nonostante avesse sposato una Peruzzi (la cui famiglia si era dimostrata francamente ostile a Cosimo), alla morte del Salutati nel 1443, Cosimo lasciò Giovanni come unico direttore generale di tutte le compagnie Medici, ruolo che tenne e svolse fino alla morte.
Ad affiancare la carriera bancaria, ci fu anche quella civile e politica. Il Benci, infatti, divenne priore nel 1439 e Gonfaloniere di Giustizia nel 1443.

### Morte ed eredità

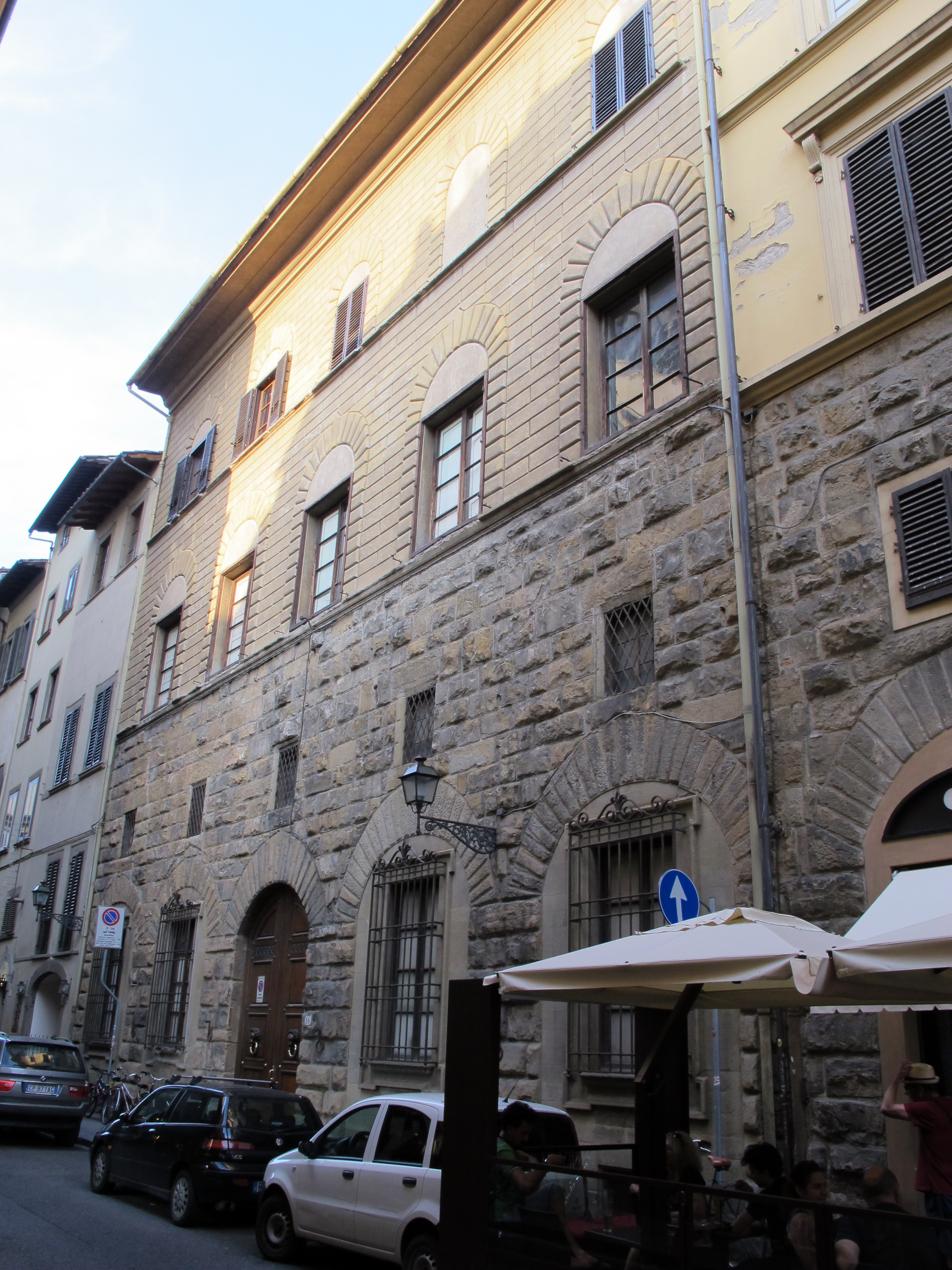
Palazzo de' Benci, nell'omonima via, a Firenze

Giovanni Benci, infine, morì nel 1455 e volle essere sepolto davanti all'altare maggiore della Chiesa delle Murate, alla cui congregazione lasciò per testamento un considerevole legato.
Lasciò un'enorme fortuna ai figli. Infatti, da una stima del 1457, il patrimonio familiare era stato valutato nel complesso 26.338 fiorini, facendo di esso il secondo più grande patrimonio fiorentino, superato solo da quello dei Medici. Tra i beni immobili, come varie case e numerose fattorie, si ricorda principalmente il Palazzo de' Benci situato in quella strada che, in loro onore, iniziò a chiamarsi via de' Benci.
Invece, per quanto riguarda l'eredità lavorativa, a succederlo nel ruolo di direttore generale della compagnia ci fu Francesco Inghirami, mentre aveva già avviato la carriera del figlio primogenito Amerigo Benci, entrato nella filiale ginevrina, e del secondogenito Francesco Benci, entrato nella filiale avignonese.

## Matrimonio e discendenza

Ritratto di Ginevra de' Benci, figlia di Amerigo Benci e nipote di Giovanni Benci, qui dipinta dal celebre Leonardo da Vinci

Giovanni Benci si sposò nel 1431 con Ginevra Peruzzi († 1444), dalla quale ebbe ben otto figli, di cui si ricordano:
- Amerigo Benci, primogenito, entrò nella filiale medicea di Ginevra, diventandone prima socio e poi direttore.[3][4] Da lui nacque anche quella che, senza dubbio, è il membro più celebre della sua famiglia:
  - Ginevra de' Benci, che fu una delle donne più colte, raffinate e belle della Firenze dell'epoca, nonché celebre perché venne immortalata in un famoso ritratto da Leonardo da Vinci[4][5]
- Francesco Benci, secondogenito, entrato nella filiale medicea di Avignone[2][4]
- Bartolomeo Benci (4 gennaio 1441-?)[4]
- Donato Benci[4]
- Niccolò Benci (5 settembre 1443-?)[4]

Ebbe inoltre due figli illegittimi:
- Damiano (1428/1429-?), nato da una schiava di Lorenzo Barducci
- una figlia, nata da Maria, una sua schiava